# Sharpshooter

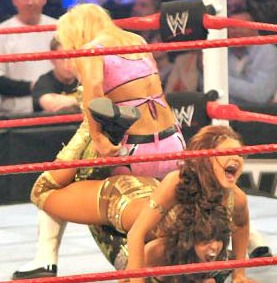
Natalya aplicando o Sharpshooter.

Sharpshooter é um movimento de submissão utilizado no wrestling profissional. Também é conhecido por cloverleaf leg-lace Boston crab, grapevine Boston crab, Scorpion Deathlock, e mesmo sendo criado com o nome de Scorpion Hold, ficou mais conhecido pelo nome Sharpshooter, criado pelo wrestler Bret Hart. Este movimento é bastatante usado pelos wrestlers da Hart Family, neste movimento o wrestler bota uma de suas pernas do lado da cintura do oponente depois ele pega a perna direita do oponente e bota nas costas de seu joelho, dai o wrestler vira o oponente e começa a puxar suas pernas para tras causando dor na região da cintura e costela.